# San Benedetto Po
San Benedetto Po är en ort och kommun i provinsen Mantua i regionen Lombardiet i Italien. Kommunen hade 6 961 invånare (2018).